# Municipio de Union (condado de Poweshiek)
El municipio de Union (en inglés: Union Township) es un municipio ubicado en el condado de Poweshiek en el estado estadounidense de Iowa. En el año 2010 tenía una población de 837 habitantes y una densidad poblacional de 12,75 personas por km².

## Geografía
El municipio de Union se encuentra ubicado en las coordenadas 41°33′22″N 92°35′41″O / 41.55611, -92.59472. Según la Oficina del Censo de los Estados Unidos, el municipio tiene una superficie total de 65.66 km², de la cual 64,42 km² corresponden a tierra firme y (1,89 %) 1,24 km² es agua.

## Demografía
Según el censo de 2010, había 837 personas residiendo en el municipio de Union. La densidad de población era de 12,75 hab./km². De los 837 habitantes, el municipio de Union estaba compuesto por el 99,04 % blancos, el 0,12 % eran afroamericanos, el 0,12 % eran amerindios, el 0,24 % eran asiáticos y el 0,48 % eran de una mezcla de razas. Del total de la población el 0,24 % eran hispanos o latinos de cualquier raza.